# Spring Reprise
«Spring Reprise» es un sencillo de la cantante Donna Summer lanzado solamente en España. La canción pertenece al álbum Four Seasons of Love, y es una versión editada de "Spring Affair". El lado B corresponde a la canción "Autumn Changes", perteneciente al mismo álbum. En 1983 la cantante volvió a lanzar otro sencillo exclusivamente en España.

## Sencillos
- ESP 7" sencillo (1976) Ariola 17.528-A.[1]

1. «Spring Reprise»
2. «Autumn Changes»